# Allaert van Everdingen
Allaert van Everdingen, né à Alkmaar en 1621 et mort à Amsterdam en 1675, est un peintre et graveur néerlandais.

## Biographie
Allaert van Everdingen naît à Alkmaar en 1621. Il est le fils du notaire Pieter van Everdingen et d'Elisabeth Laurensdr van Hoochstraeten. Son frère Caesar van Everdingen, deviendra également peintre. Selon Arnold Houbraken, à la fin des années 1630 et au début des années 1640, il est successivement apprenti chez Roelandt Savery à Utrecht et chez Pieter de Molyn à Haarlem. D'août 1639 à 1642, il est mentionné à Alkmaar.
De 1644 à 1645, il séjourne en Norvège et en Suède, visitant les villes de Risør, Langesund et Göteborg. Selon Houbraken, il s'y retrouve « par un certain hasard », rescapé d'une « dangereuse tempête » qui l'a laissé sur la côte norvégienne.
En 1645, van Everdingen retourne à Haarlem via Alkmaar où il épouse Janneke Cornelisdr Brouwers de Haarlem ; ils s'installent dans une maison de la Grote Houtstraat et ont plusieurs enfants, dont trois fils — Cornelis, Pieter et Jan — qui ont tous « réalisé leurs dons artistiques »,. Le 13 octobre 1645, il devient membre de la congrégation réformée de Haarlem, où, entre 1646 et 1651, ses quatre premiers enfants sont également baptisés. En 1646, il devient membre de la guilde locale de Saint-Luc et devient avec son frère César membre de la Cluveniersdoelen, restant à Haarlem au moins jusqu'en 1652.
Vers cette année-là, il déménage avec toute la famille à Amsterdam, où plusieurs enfants naissent et où il devient citoyen de la ville. Jusqu'en 1663, la famille habite dans la Koningstraat. Pour la trippenhuis, construite en 1660, il peint notamment un grand tableau représentant la fonderie d'artillerie de Julita Bruk (près de Nyköping). Cette fonderie est fondée en 1627 par le baron du Saint-Empire Melchior von Wurmbrand et Hendrick Trip en a hérité par l'intermédiaire de Louis de Geer. Après que la trippenhuis a servi de Rijksmuseum de 1816 à 1885, le tableau a été retiré, encadré et transféré dans le nouveau bâtiment de Pierre Cuypers en 1890. Houbraken regrette que les tableaux de Van Everdingen soient trop grands et ne soient plus recherchés à Amsterdam, une fois que les papiers peints sont devenus à la mode dans les hôtels particuliers d'Amsterdam.
Allaert van Everdingen semble ne pas avoir eu d'élèves. Selon certaines sources, il aurait été le professeur de Gerard van Edema (en), mais les preuves manquent. Houbraken rapporte que le peintre Ludolf Bakhuizen a demandé à Van Everdingen des conseils sur la peinture à l'huile et que c'est ce dernier « qui lui a mis une palette de peinture et des pinceaux dans les mains ». Van Everdingen met par ailleurs son atelier à sa disposition ; il y réalise son chef-d'œuvre qui aurait rapporté 10 florins. En plus d'être peintre, Van Everdingen est également collectionneur et marchand de peinture italienne, néerlandaise et flamande.
Le 4 mars 1675, Van Everdingen fait son testament ; il est malade et meurt sept mois plus tard dans la Bantammerstraat. En mars 1676, certains de ses tableaux collectionnés sont vendus aux enchères. Son épouse Janneke Brouwers meurt en 1708 au De vergulde Eendracht, dans la Kalverstraat à Amsterdam ; c'est là qu'est vendue, le 19 avril 1709, la deuxième partie du patrimoine artistique de Van Everdingen, comprenant des tableaux de Van Everdingen lui-même, Raphaël, Titien, Véronèse, Holbein, Porcellis, Beuckelaer, Hals et Rembrandt, entre autres,.

## Œuvre

### Analyse

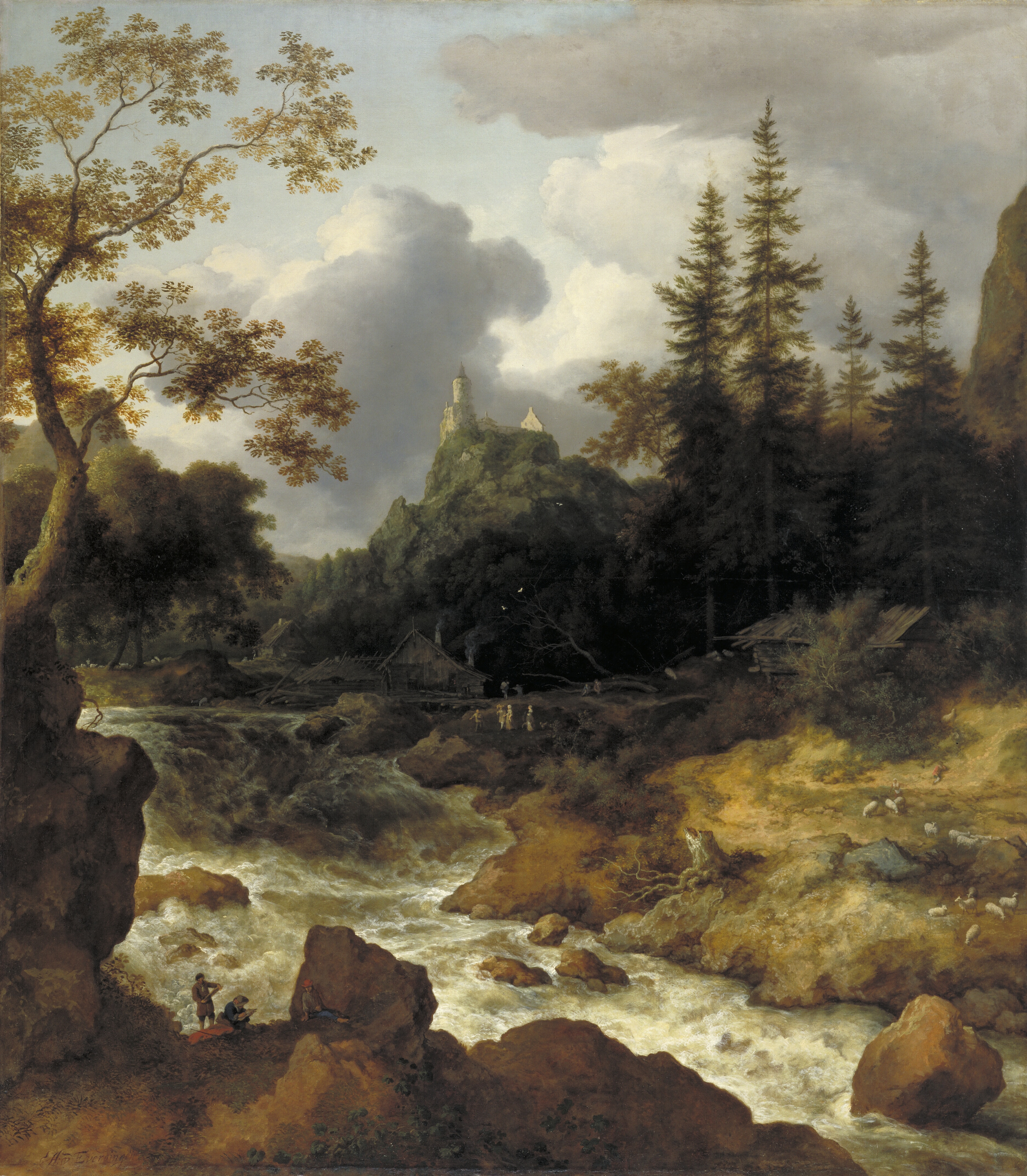
Paysage norvégien (c. 1660, Statens Museum for Kunst).

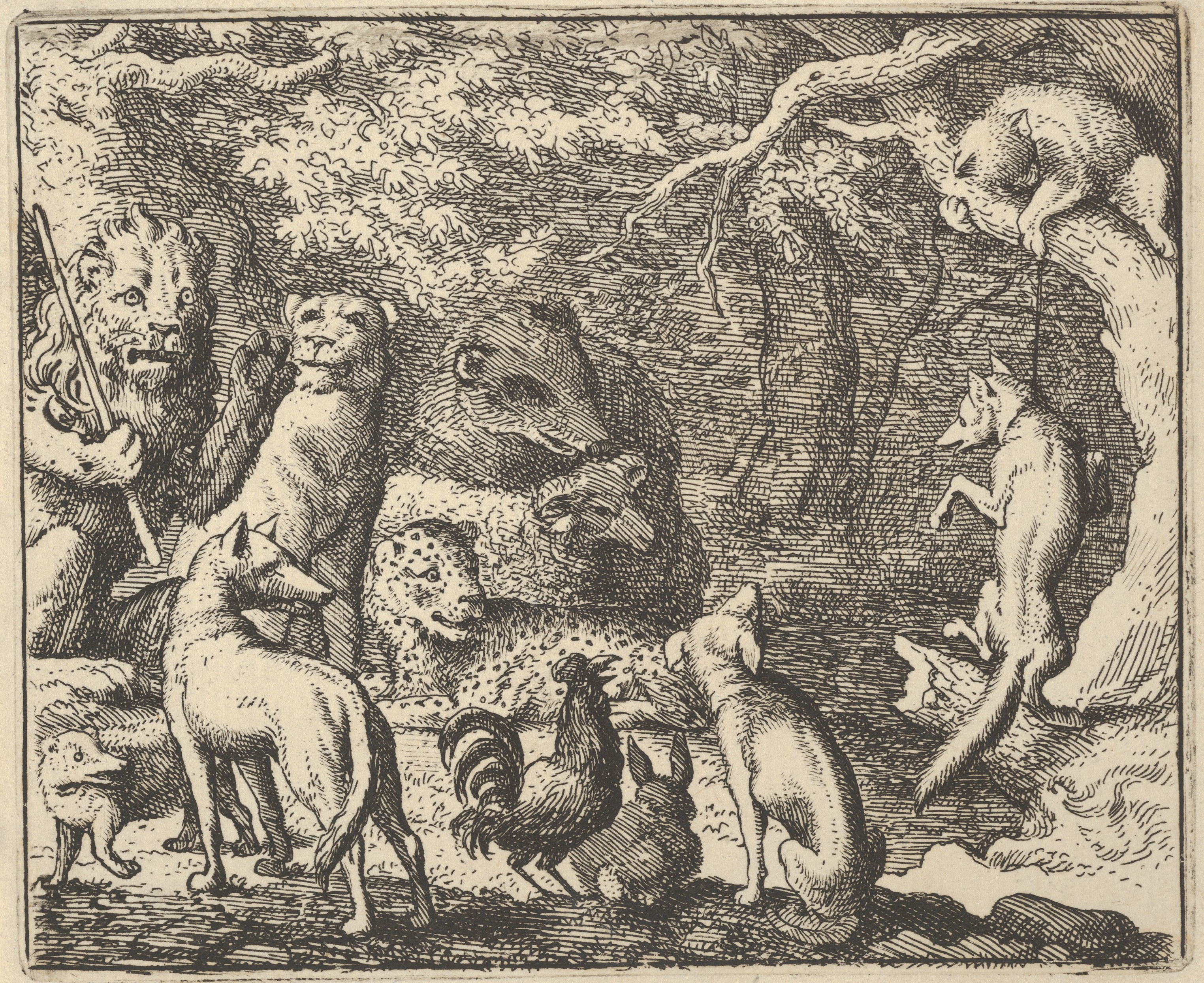
Renard demande à se confesser, illustration pour Rijntje de Vos (c. 1650, Metropolitan Museum of Art).

Van Everdingen est surtout connu comme peintre de paysages marins, de chutes d'eau nordiques et de petites scènes forestières. Il a également peint des scènes de plage et des paysages d'hiver. Il a été le premier à introduire dans les Pays-Bas le thème du « paysage avec chute d'eau », inspiré par ses voyages en Scandinavie. Ses marines sont pour la plupart antérieures à son voyage en Scandinavie de 1644-1645 et s'inscrivent dans la lignée de la manière discrète de peindre de Jan Porcellis et Simon de Vlieger. Sa première œuvre connue, Schepen op zee in stormachtig weer (Navires en mer par temps d'orage), est datée de 1640 et, avec ses vagues écumantes, annonce le travail de Jacob van Ruisdael. Dans ses autres marines, Van Everdingen a également peint principalement des eaux en mouvement. Le tableau Voor anker liggende schepen (Navires à l'ancre) est une exception à cette règle. Il a également peint des tempêtes en mer (dont une au Musée des Beaux-Arts de Leipzig et une au Musée Condé de Chantilly), qui n'ont rien à envier au romantisme hollandais du XIXe siècle.
Dans ses paysages, il s'inspire d'Hercules Seghers, avant d'être lui-même imité par Jacob van Ruisdael et Wilhelm von Kobell. En particulier Van Ruisdael, tant dans ses paysages marins que dans ses chutes d'eau, au point que le tableau de Van Everdingen intitulé Zeegezicht bij opkomende storm (Paysage marin avec tempête en train de se lever) a d'abord été attribué à Van Ruisdael. En outre, on connaît de Klaes Molenaer une cascade « scandinave » datée de 1653, dans la veine de Van Everdingen et Van Ruisdael, sur la base de dessins et de paysages avec des scènes de la région de Spa, on soupçonne fortement que les Ardennes et les zones riveraines de la Meuse l'ont également inspiré, ce qui a dû avoir lieu avant 1654.
Cinq tableaux représentant des chutes d'eau ont été peints par Van Everdingen à Copenhague. L'une d'elles est datée de 1647, une autre de 1649. Un tableau de 1647 se trouve au Musée de l'Ermitage de Saint-Pétersbourg et un autre de 1656 à l'Alte Pinakothek de Munich.
Van Everdingen a également réalisé des dessins et des gravures. Il a notamment produit 57 estampes pour illustrer les fables de Reintje de Vos de Reinoudina de Goeje (nl) (encore réimprimées à Londres en 1843) et 107 dessins de paysages, probablement des scènes du Småland et quelques-unes apparemment des environs de Spa. Il a également réalisé les dessins pour l'œuvre de Hendrik van Alkmaar, Rijntje de Vos, qui, selon Kramm, montrait les animaux comme « vivant et se déplaçant véritablement dans leur état naturel »,.

### Œuvres dans les collections publiques
- En Allemagne
  - Cologne, musée Wallraf Richartz : Scène forestière avec moulin à eau, vers 1650, huile sur toile, 73 × 61,5 cm.

- Au Danemark
  - Copenhague, Statens Museum for Kunst : nombreux tableaux[17] et de nombreuses gravures[18]

- Aux États-Unis
  - Cleveland, Cleveland Museum of Art : nombreuses gravures[19]
  - New York, Metropolitan Museum of Art : nombreuses gravures[20]
  - Washington DC, National Gallery of Art : un tableau et de nombreuses gravures[21]
- En France
  - Chantilly, musée Condé : Tempête par un temps de neige, 97 × 121 cm.
  - Grenoble, musée de Grenoble : Cascade, huile sur toile, 32,5 x 40,5 cm (MG 933).
  - Rouen, musée des beaux-arts : Paysage scandinave, 1670, huile sur toile, 153 × 134 cm.
  - Paris,
    - Musée du Louvre, Rivière dans une vallée montagneuse, vers 1650
    - Petit Palais et autres musées de la ville de Paris : nombreux tableaux et gravures[22]

- Aux Pays-Bas
  - Amsterdam, Rijksmuseum :
    - Fonderie à canons à Julitabroeck, dans le Södermanland, Suède (De geschutgieterij Julita Bruk van de familie Trip), vers 1645-1675, huile sur toile, 192 × 254,5 cm.
    - Plusieurs tableaux et de nombreuses gravures[23]

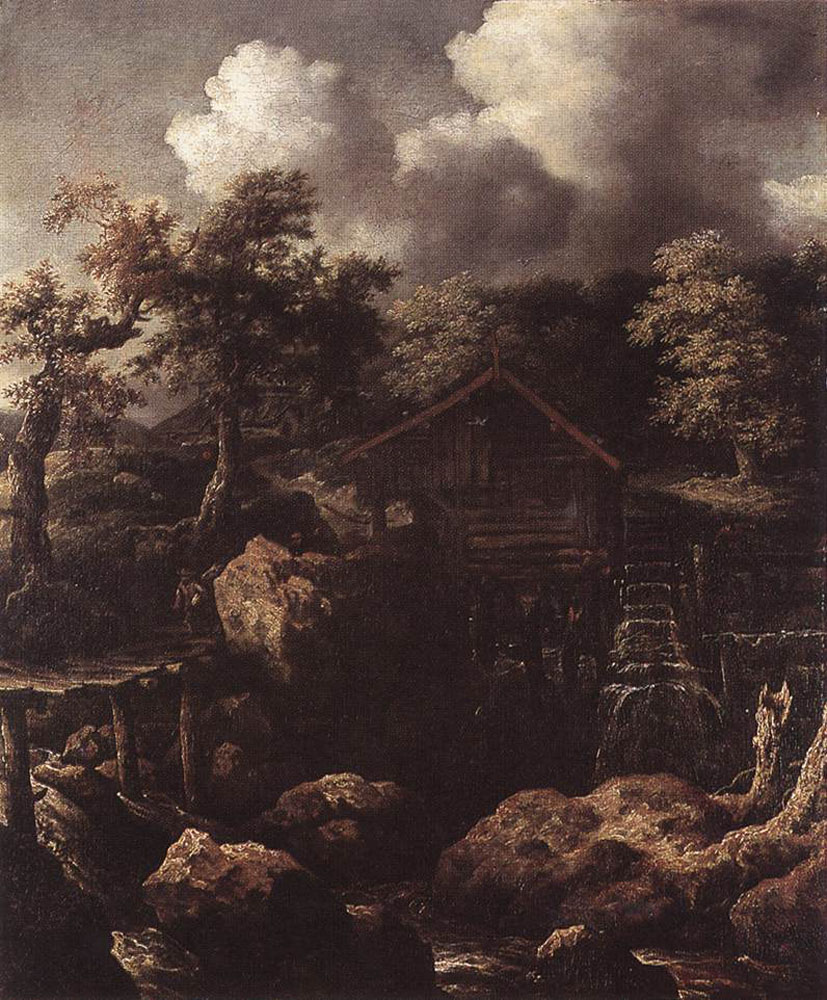
Scène forestière avec moulin à eau (vers 1650), huile sur toile, 73 × 61,5 cm, Cologne musée Wallraf Richartz.
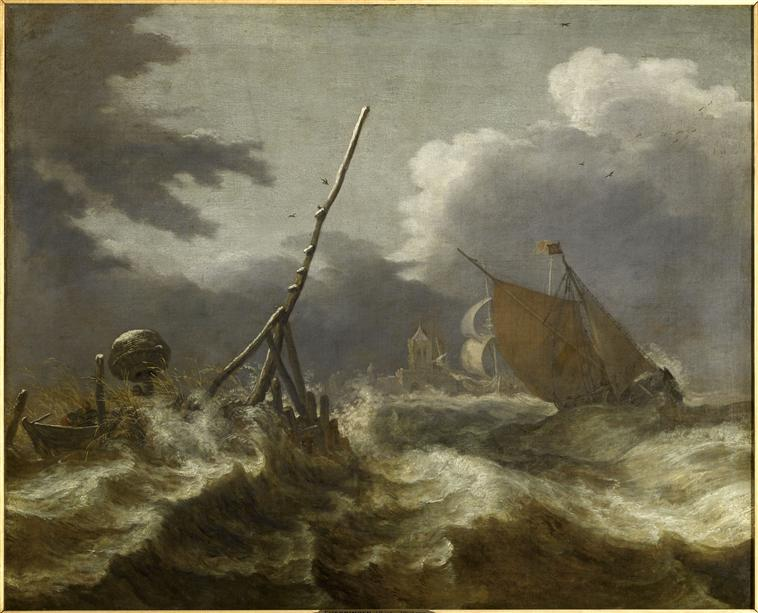
Tempête par temps de neige, Musée Condé
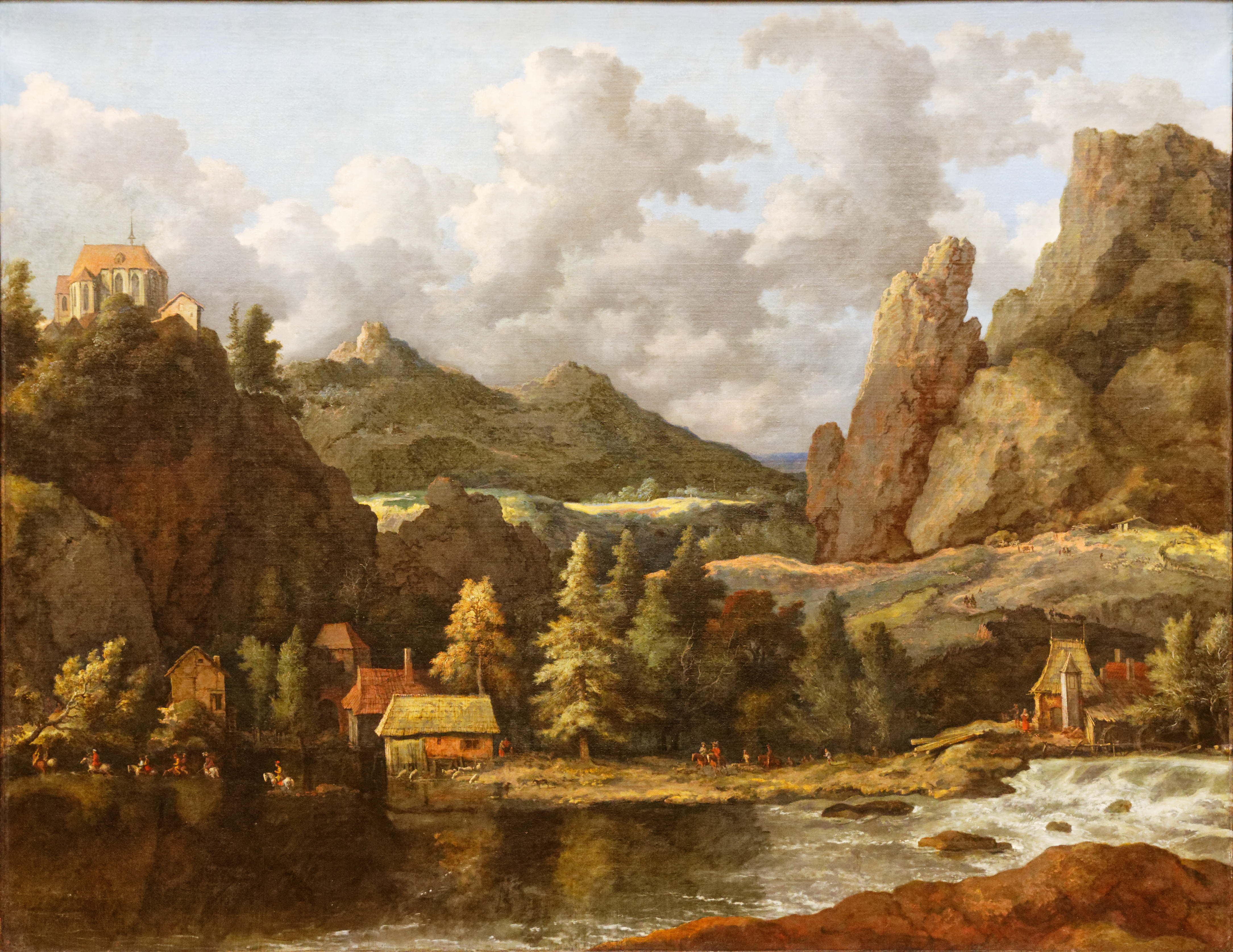
Caprice scandinave, rivière dans une vallée montagneuse, Musée du Louvre

### Rétrospectives notables
- « Allart van Everdingen (1621-1675), Het ruige landschap », Stedelijk Museum Alkmaar (nl), 18 septembre 2021 - 8 mai 2022.